# Jellingehögarna
Jellingehögarna (danska: Jellinghøjene eller Jelling Højene) är två gravhögar inte långt från Jellingestenarna i tätorten Jelling i Danmark.
De två högarna är nära på identiska till sin storlek och form. och ligger på varsin sida av kyrkan intill vilken Jellingestenarna står.  De har en diameter på 60-70 meter och är 10-11 meter höga. Utgrävningar har även visat att de är uppförda på samma sätt, med torv och gräs i jämna lager.
Högarna är till skillnad från kyrkan och kyrkogården med runstenarna, ägda av danska staten. De är skyddade i enlighet med danska Naturskyddslagen som också ger en buffertzon på 100 meters omkrets omkring dessa, där det idag endast bedrivs normalt jordbruk. Ansvarig myndighet för bevarandet av högarna är Naturstyrelsen.
Vid högarna arrangeras en årlig vikingamarknad.
Området har fått fram flera intressanta fynd. Senast våren 2007, då Vejle museum fann en del av en cirka 360 meter lång skeppssättning samt en hälft av en trelleborg från vikingatiden norr om kyrkogården i Jelling.

## Norra högen

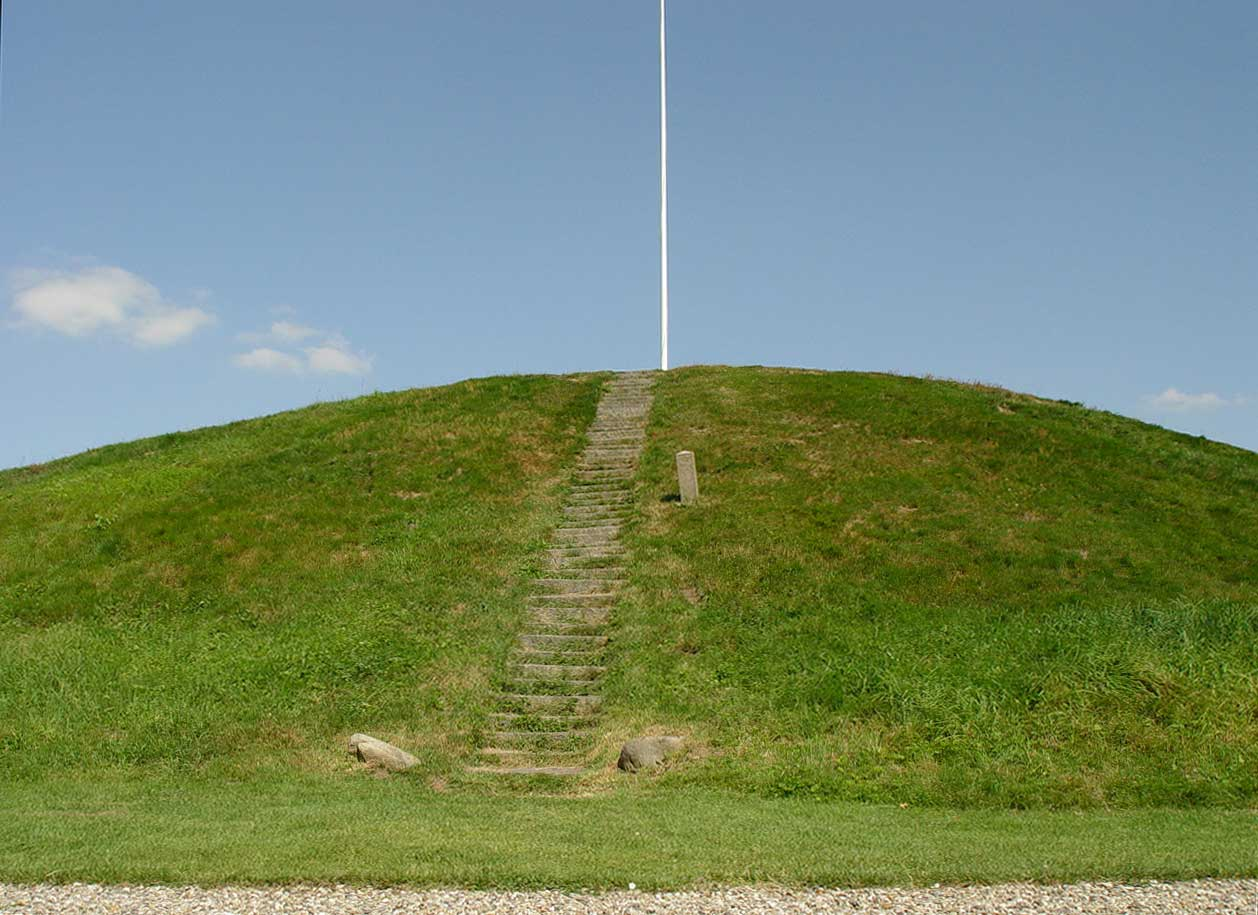

Norra högen (Nordhøjen) även kallad Tyras hög (Thyras høj) är troligtvis Gorm den gamles första gravplats. Den är byggd av grästorv, sten och lera ovan på en gammal bronsåldershög. I högen grävdes ett hål, vari det skulle bli en gravkammare med 6,75 meters längd, 2,6 meters bredd och 1,45 meter på höjden. Golvarean är 17,5 m². Den byggdes av 35 cm tjocka ekstammar. Utanför kammaren lades ett skikt med stenar som skydd mot gravplundrare.
Graven har en höjd av 8,5 meter och har en diameter på 65 meter. Detta gör den till Danmarks största gravhög.
Högen, som är byggd av grästorv, sten och lera, gjordes över en stor gravkammare i ek och byggdes upp över en betydligt mindre gravhög från bronsåldern. Golvet i kammaren är likaså av ek och ligger 1,75 meter över marknivån.
Första utgrävningen ägde rum 1820. Den gjordes av bönderna i trakten. De brukade hämta vatten från en damm uppe på högen. Nu hade dammen torkat ut och för att få tag på vattnet ville de leta efter den källa de trodde skulle finnas inne i högen. Dammen finns med på en teckning från 1591. Vid grävandet hittade man dock ingen källa, men man hittade gravkammaren och upptäckte att större delen av dess ursprungliga innehåll hade tagits bort. De få föremål som hittades efter öppningen visade dock att graven tillhört en högt uppsatt person som levde i mitten på 900-talet. Man kan dock inte säga säkert om det var en grav för en eller två personer.
Man vet inte säkert vem graven var till för, men man tänker sig att Gorm den gamle, efter sin hustru Tyra Danebots död, reste Jellingestenen till hennes minne och lät uppföra de två högarna. När han dog lades han i kammaren i norra högen, som då kanske innehöll Tyras kvarlevor. Efter att deras son Harald Blåtand låtit döpa sig och blivit kristen satte han upp en sten över vad han uppnått och lät uppföra den första träkyrkan, till vilken han lät sin fars kvarlevor flyttas.
I högen har man bland annat hittat Jellingebägaren i silver, som fått ge namn åt Jellingestilen.

## Södra högen

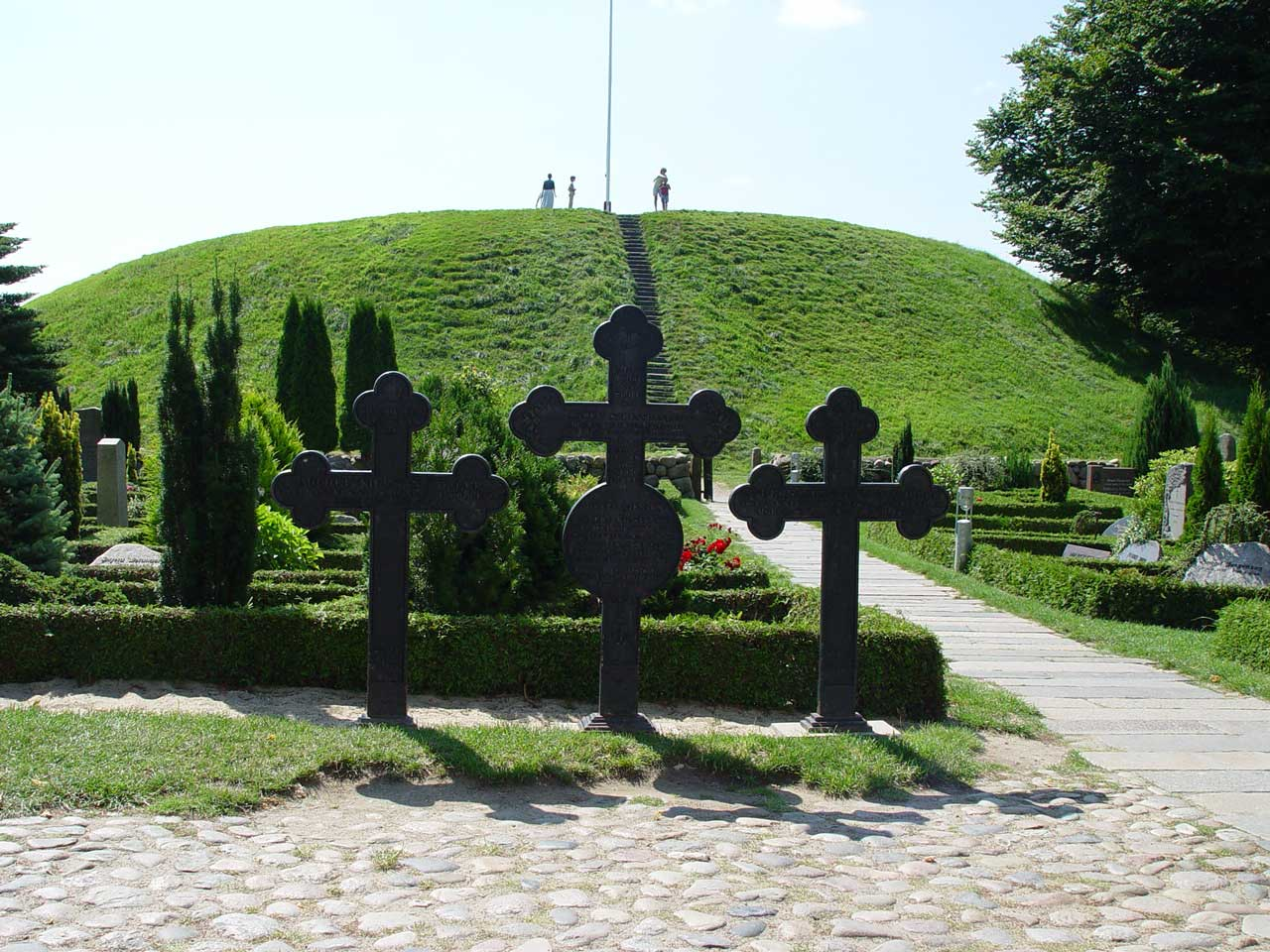
Södra högen

Södra högen (Sydhøjen) eller Gorms hög (Gorms høj) är tom, den består bara av jord och grästorv och varför den byggdes vet man inte säkert, möjligen som en minneshög (kenotaf). Kung Frederik 7 försökte 1861 hitta kung Gorms gravkammare i sydhögen. Högen genomgrävdes utan att man fann något förutom stenar och trärester.
1941 grävdes det åter i Sydhögen. Denna gång från toppen. En fyrkant på 39x39m med sneda väggar ner till botten 25x25m. På toppen av högen hittades ett fundament till en stolpbyggnad på mycket kraftiga ekstammar. 10 stolpar med en tjocklek på cirka 45 cm bildade en fyrkant som mätte 4,5 gånger 6 meter. Stolparna har med årsringarnas hjälp daterats till 1150, så dess uppförande är omkring 200 år yngre än kung Haralds högbyggande.

## Världsarv
Högarna blev, tillsammans med Jellingestenarna och Jelling kyrka, Danmarks första världsarv 1994. Världsarvskommittens motivering lyder:
| ” | Kriterium (iii): Jellingmonumenten, särskilt de hedniska gravhögarna och de två runstenarna, är enastående exempel på den hedniska nordiska kulturen. | „ |